# Песня о Щорсе
«Песня о Щорсе» — советская песня, посвящённая начальнику дивизии Красной армии времён Гражданской войны в России Николаю Щорсу. Композитор — Матвей Блантер, автор слов — Михаил Голодный.

## Создание
Текст песни сочинил очевидец Гражданской войны на Украине, бывший рабкор, писавший песни, поэмы и баллады Михаил Голодный (Михаил Семенович Эпштейн) в 1935 году. В 1936 году стихи положил на музыку композитор Матвей Блантер.
Михаил Голодный, специализировавшийся на героических сюжетах Гражданской войны, сперва отдал свое стихотворение другому композитору, но его песня осталась незамеченной, поэтому он предпринял вторую попытку — с Блантером. Блантер скрестил кавалерийский марш с народным напевом — и получил всесоюзный хит, при том что остальные стихотворения Михаила Голодного так и остались забыты:

А вот две песни о Гражданской войне — «Песня о Щорсе» и «Партизан Железняк», надо признать, удались, и народ их в довоенную и послевоенную пору с удовольствием пел.
— культуролог Юрий Безелянский
На пластинку песню записали солисты Большого театра СССР Соломон Хромченко (лирический тенор) и Петр Киричек (бас-баритон). Этот же вариант исполнения песни прозвучал и в фильме Александра Довженко «Щорс» (1939 г.).
Песня стала широко известна и популярна в СССР в довоенный период, в войну, и оставалась таковой после войны.
Известно, что песня была взята на вооружение бойцами интернациональных бригад, боровшихся в Испании против режима Франко.
В годы Великой Отечественной войны песня была своеобразным гимном действовавшего в белорусских болотах Партизанского отряда имени Щорса (командир П. В. Пронягин).

## Текст песни
Шёл отряд по берегу, шёл издалека,

Шёл под красным знаменем командир полка.

Голова обвязана, кровь на рукаве,

След кровавый стелется по сырой траве.

Эх, по сырой траве!

«Хлопцы, чьи вы будете, кто вас в бой ведёт?

Кто под красным знаменем раненый идёт?»

«Мы сыны батрацкие, мы — за новый мир,

Щорс идет под знаменем, красный командир.

Эх, красный командир!

В голоде и в холоде жизнь его прошла,

Но недаром пролита кровь его была.

За кордон отбросили лютого врага,

Закалились смолоду, честь нам дорога.

Эх, честь нам дорога!»

Тишина у берега, смолкли голоса,

Солнце книзу клонится, падает роса.

Лихо мчится конница, слышен стук копыт.

Знамя Щорса красное на ветру шумит.

Эх, на ветру шумит!

Это "классический" вариант из кинофильма "Щорс", в более раннем варианте третий куплет звучал с более конкретными обстоятельствами места-времени:

Закалялись смолоду , честь нам дорога . 

Мы прорвемся к Виннице на спине врага. 

С гетманом, с Петлюрою  мы дрались не раз

Немцы с гайдамаками окружили нас.

## Исполнение
Наиболее популярным является вариант исполнения песни оперным певцом (бас) народным артистом СССР Марком Рейзеном (1937 г.). Песню также исполняли ВИА «Радуга», группа «Сурганова и оркестр», Алексей Глызин, Елена Ваенга, Игорь Растеряев, Наша Дарья (Дарья Александровна Колесникова), а также некоторые духовые и военные оркестры.